# Jalalabad (Afghanistan)
Jalalabad of Dzjalalabad (Pasjtoe: جلال اباد), vroeger Jalalkot of Dzjalalkot (جلالکوټ،ب) genoemd, is een stad in het oosten van Afghanistan en de hoofdstad van de provincie Nangarhār.

## Beschrijving
De stad ligt aan de samenvloeiing van Kābul en Kunar tegen de grens met Laghmān, niet ver van de Pakistaanse provincie Khyber-Pakhtunkhwa en de Khyberpas. 150 km ten westen van Jalalabad ligt Kabul. In 2007 had de stad 205.423 inwoners, waarmee het na Kabul, Herāt, Kandahār en Mazar-i-Sharif de vijfde stad van het land is. Met Jalalabad valt het gelijknamige district samen; in 2005 splitste de streek rond de stad zich af als een apart district Bihsud.
In het centrum van Jalalabad bevindt zich het marmeren mausoleum met de schrijn van Amanoellah Khan, een van de laatste vorsten van Afghanistan en een nationale held in de strijd tegen de Britten in 1919. Op 15 augustus 2021 viel Jalalabad in de handen van de Taliban.

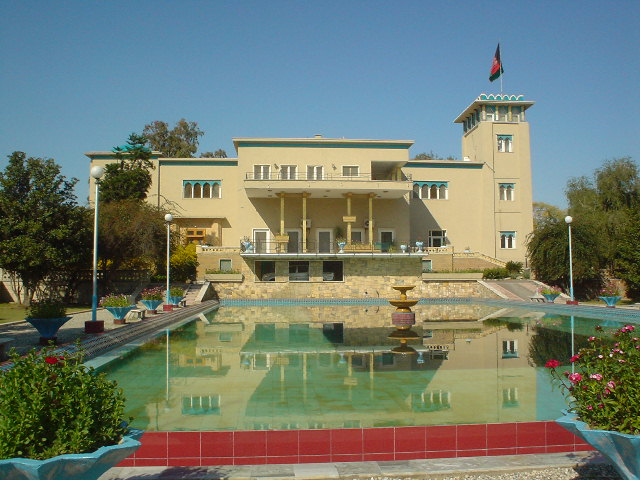
De residentie van de gouverneur van Nangarhar te Jalalabad

### Bevolkingsstatistieken
Bevolkingsgroepen: Pathanen (90%), Pashayi (7%) en Tadzjieken (3%).

### Vervoer
Jalalabad heeft een eigen luchthaven. Cargomaatschappij Khyber Afghan Airlines heeft er haar hub, maar er zijn geen lijnvluchten.

## Klimaat
Jalalabad heeft een heet woestijnklimaat (Köppen: BWh) en is een van de warmste plaatsen in Afghanistan. Het klimaat van de stad lijkt sterk op dat van Arizona in de Verenigde Staten. Het ontvangt zes tot acht inch (152 tot 203 mm) neerslag per jaar, beperkt tot winter en de lente. Vorst komt niet vaak voor en tijdens de zomer kan de temperatuur een maximum van 120 °F (49 °C) bereiken.
Het noorden en het zuidwesten van de stad, die lager gelegen zijn, zijn gastvrije plaatsen voor winden uit het noorden en westen die de delen in de zomermaanden koelen. Jalalabad heeft de hoogste relatieve luchtvochtigheid in de zomer in vergelijking met andere Afghaanse steden. De gematigde temperaturen in de winter hebben echter geleid tot de vestiging van verschillende nederzettingen in de stad doorheen de geschiedenis. Vanwege de warme temperaturen in vergelijking met de meeste plaatsen in Afghanistan was Jalalabad (samen met Peshawar) vaak de "wint hoofdstad" van verschillende Afghaanse heersers in de afgelopen eeuwen, terwijl rijke mensen naar villa's in Jalalabad zouden verhuizen om de bevriezingstemperaturen in Kabul te vermijden.